# Hygroryza aristata
Hygroryza aristata là một loài thực vật có hoa trong họ Hòa thảo. Loài này được (Retz.) Nees ex Wight & Arn. mô tả khoa học đầu tiên năm 1833.